# Vauciennes (Marne)
Vauciennes ist eine französische Gemeinde mit 325 Einwohnern (Stand: 1. Januar 2022) im Département Marne in der Region Grand Est. Sie gehört zum Arrondissement Épernay und zum Kanton Dormans-Paysages de Champagne.

## Geographie
Vauciennes liegt sechs Kilometer westlich von Épernay nahe dem linken Ufer der Marne. Umgeben wird Vauciennes von den Nachbargemeinden Damery im Norden, Mardeuil im Osten, Épernay im Süden und Südosten sowie Boursault im Westen.

## Bevölkerungsentwicklung
| Jahr                       | 1962 | 1968 | 1975 | 1982 | 1990 | 1999 | 2006 | 2018 |
| Einwohner                  | 305  | 297  | 302  | 298  | 338  | 339  | 309  | 330  |
| Quellen: Cassini und INSEE |      |      |      |      |      |      |      |      |

## Sehenswürdigkeiten
- Kirche Saint-Léger, Monument historique seit 1930

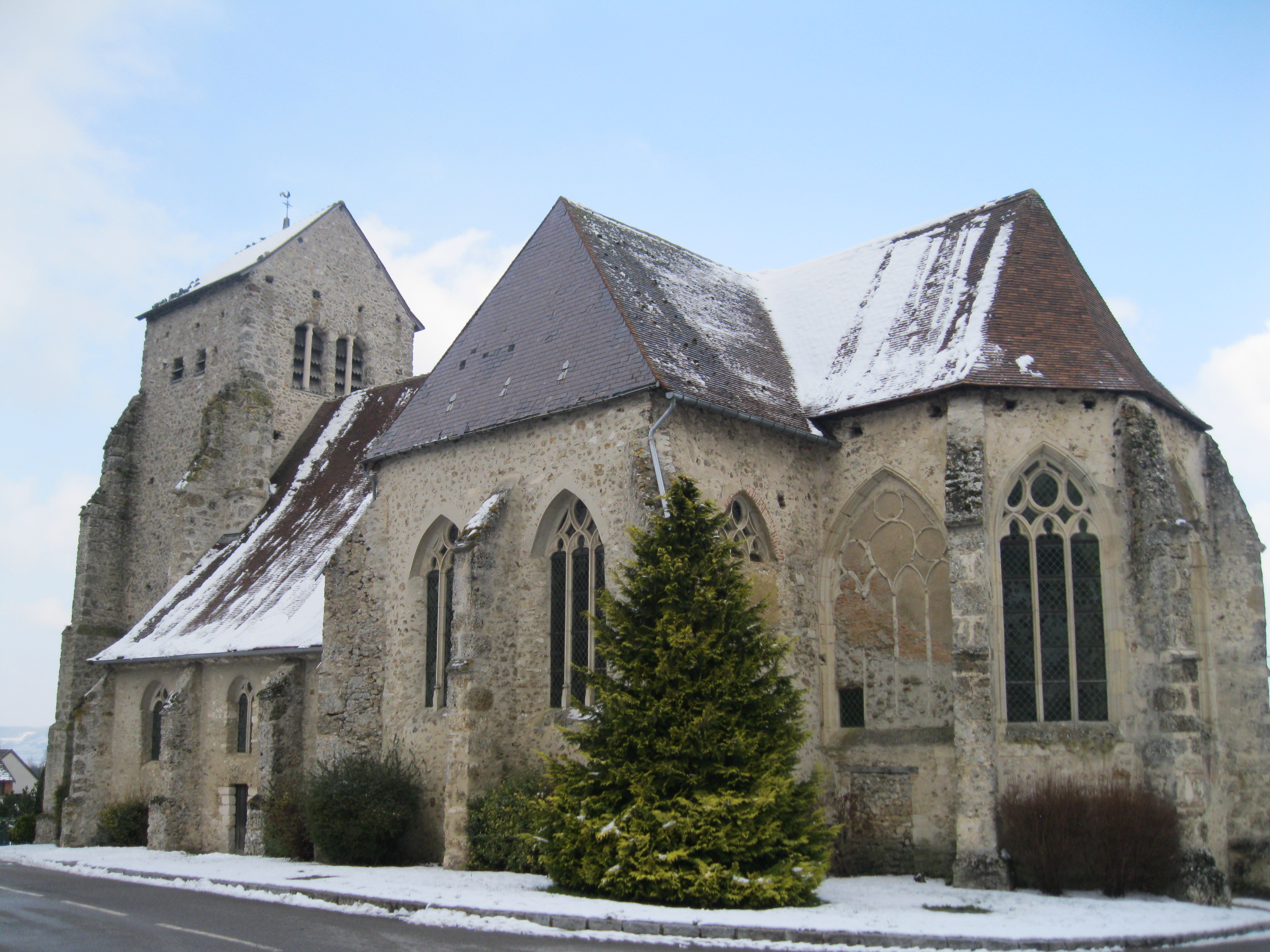
Kirche Saint-Léger